# ترور عبدالعزیز رنتیسی
در شب ۱۷ آوریل ۲۰۰۴، رهبر حماس در نوار غزه، عبدالعزیز رنتیسی ۵۶ ساله، توسط موشک‌های شلیک شده از جنگنده‌های اسرائیل به خودرویی که با آن در حال سفر بود، ترور شد. دو تن از محافظان او نیز کشته شدند. این عملیات بخشی از کارزاری برای از بین بردن رهبران گروه‌هایی بود که در انتفاضه دوم می‌جنگیدند. این ترور منجر به محکومیت گسترده در سراسر جهان شد. اسماعیل هنیه، سخنگوی وقت حماس، قول داد که انتقام مرگ وی را بگیرد و گفت که این خون قربانی، هدر نخواهد رفت.